# Derisomaltosio ferrico
Il derisomaltosio ferrico (noto anche col nome commerciale di Monoferric) è costituito da ferro e derisomaltosio, un carboidrato, contiene un complesso che permette il rilascio controllato di ferro nel corpo. Questa forma chimica di ferro è dello stesso tipo di quello che si trova naturalmente nell’organismo col nome di “ferritina”. 

## Uso
Il Derisomaltosio ferrico è indicato in caso di carenza di ferro, nei casi in cui una somministrazione di ferro via orale sia inefficace o si ha la necessità di un rilascio immediato.

### Somministrazione
Dopo la determinazione del fabbisogno individuale di ferro, si procede al calcolo della dose da somministrare mediante la formula di Ganzoni (o con una tabella semplificata).

## Studi
Un studio descrittivo italiano, il primo dopo la distribuzione in Italia del prodotto, ha dimostrato l’efficacia della somministrazione di Derisomaltosio ferrico nei pazienti con anemia sideropenica. Nello studio è riportato solamente un caso di anafilassi durante la somministrazione e in nessun caso è stata evidenziata l’ipofosfatemia che è stata osservata durante la somministrazione di altri tipi di ferro.